# Berühmte Ärzte der Charité
Berühmte Ärzte der Charité ist eine sechsteilige Arztserie, in der jeweils ein Arzt der Berliner Charité im Fokus steht. Dabei wird die Zeit des 19. Jahrhunderts bis zum Zweiten Weltkrieg abgedeckt.

## Episodenliste
| Nr. | Originaltitel            | Erstausstrahlung | Regie             | Drehbuch     | Arzt                                                             |
| --- | ------------------------ | ---------------- | ----------------- | ------------ | ---------------------------------------------------------------- |
| 1   | Der Mann aus Jena        | 22. März 1981    | Manfred Mosblech  | Gerd Billing | Christoph Wilhelm Hufeland (1762–1836)                           |
| 2   | Der kleine Doctor        | 4. Okt. 1981     | Ursula Bonhoff    | Otto Bonhoff | Rudolf Virchow (1821–1902)                                       |
| 3   | Krisis                   | 18. Okt. 1981    | Joachim Kunert    | Rolf Gumlich | Robert Koch (1843–1910)                                          |
| 4   | Arzt in Uniform          | 30. Mai 1982     | Wolf-Dieter Panse | Gerd Billing | Theodor Brugsch (1878–1963), Georg Friedrich Nicolai (1874–1964) |
| 5   | Das scheinbar Unmögliche | 19. Sep. 1982    | Ursula Bonhoff    | Otto Bonhoff | Walter Stoeckel (1871–1961)                                      |
| 6   | Die dunklen Jahre        | 18. Dez. 1983    | Joachim Kunert    | Rolf Gumlich | Ferdinand Sauerbruch (1875–1951)                                 |